# Богдановский сельский совет (Черниговский район)
Богдановский сельский совет (укр. Богданівська сільська рада) — входит в состав
Черниговского района
Запорожской области
Украины.
Административный центр сельского совета находится в 
с. Богдановка.

## История
- 1924 — дата образования.

## Населённые пункты совета
- с. Богдановка
- с. Боевое
- с. Замостье
- с. Зелёный Яр
- с. Мокрый Став